# Pavel Benko
Pavel Benko (25. ledna 1927 Sádok – 1. srpna 2002 Brno) byl český a československý politik Komunistické strany Československa a poúnorový poslanec Národního shromáždění ČSSR.

## Biografie
Ve volbách roku 1960 byl zvolen za KSČ do Národního shromáždění ČSSR za Severomoravský kraj. V parlamentu setrval až do konce funkčního období, tedy do voleb roku 1964.
XII. sjezd KSČ ho zvolil za člena Ústředního výboru Komunistické strany Československa.